# Anne Shirley
Anne Shirley, pseudonimo di Dawn Evelyeen Paris (New York, 17 aprile 1918 – Los Angeles, 4 luglio 1993), è stata un'attrice statunitense.

## Biografia
Debuttò sul grande schermo all'età di quattro anni con il nome di Dawn O'Day, nel film Moonshine Valley (1922), in cui interpretò una bambina che, con il suo comportamento, riesce a far riconciliare i genitori. Trasferitasi in California con la famiglia, ebbe una brillante carriera di attrice bambina fino alla prima metà degli anni trenta, grazie alle apparizioni in film quali Riders of the Purple Sage (1925) con la star del western Tom Mix, I quattro diavoli (1928) e Il nostro pane quotidiano (1930), entrambi diretti da Friedrich Wilhelm Murnau, e La leggenda di Liliom (1930) di Frank Borzage.
Nel 1934 interpretò un personaggio di nome Anne Shirley nel film La figlia di nessuno (1934), tratto dal romanzo per ragazzi Anna dai capelli rossi, cambiando quindi definitivamente il proprio nome d'arte da Dawn O'Day in Anne Shirley. Proseguì la carriera in ruoli giovanili di spiritosa ingenua, come nell'avventuroso Il battello pazzo, diretto nel 1934 da John Ford. Nel 1937 ottenne una candidatura all'Oscar alla miglior attrice non protagonista per il ruolo di Laurel "Lollie" Dallas, figlia di Barbara Stanwyck nel film Amore sublime, mentre l'anno successivo interpretò il ruolo di una giovane detenuta ribelle che si innamora del medico della prigione (Louis Hayward), nel dramma carcerario Condannata (1938).
Nel 1940 interpretò il ruolo dell'infermiera responsabile di un fatale errore medico nel dramma Angeli della notte (1940), tratto dall'omonimo romanzo di Archibald Joseph Cronin, mentre nello stesso anno fu partner di John Garfield nel film Saturday's Children (1940). Dopo alcune commedie con ruoli più leggeri, nel 1944 venne scritturata per la parte di Ann Grayle nel noir L'ombra del passato, tratto dal romanzo Addio, mia amata di Raymond Chandler. Il film ebbe un grande successo grazie alle innovazioni stilistiche del regista Edward Dmytryk e alla brillante interpretazione di Dick Powell nel ruolo del detective Philip Marlowe. Fu l'ultima apparizione cinematografica di Anne Shirley, che dopo questo film si ritirò dalle scene.

## Vita privata
Anne Shirley si sposò tre volte, la prima nel 1937 con l'attore John Payne, da cui ebbe la figlia Julie, divenuta anch'essa attrice. Dopo il divorzio nel 1943 da Payne, l'attrice si risposò nel 1945 con il produttore e sceneggiatore Adrian Scott, dal quale divorziò nel 1948. Dal terzo matrimonio con il regista e produttore Charles Lederer (nipote dell'attrice Marion Davies), sposato nel 1949, l'attrice ebbe un altro figlio, Daniel. Questo matrimonio durò fino alla morte di Lederer, avvenuta nel 1976.

## Riconoscimenti
- Young Hollywood Hall of Fame (1930's)
- Premi Oscar 1937 – Candidatura all'Oscar alla miglior attrice non protagonista per Amore sublime

## Filmografia
(con il nome di Dawn O'Day)
- Moonshine Valley, regia di Herbert Brenon (1922)
- The Hidden Woman, regia di Allan Dwan (1922)
- The Rustle of Silk, regia di Herbert Brenon (1923)
- La gitana (The Spanish Dancer), regia di Herbert Brenon (1923)
- The Rich Pup, regia di Al Herman (1923)
- The Man Who Fights Alone, regia di Wallace Worsley (1924)
- L'eterno femminino (The Fast Set), regia di William C. de Mille (1924)
- Riders of the Purple Sage, regia di Lynn Reynolds (1925) (non accreditata)
- Alice's Egg Plant, regia di Walt Disney (1925) (cortometraggio)
- The Callahans and the Murphys, regia di George W. Hill (1927)
- Night Life, regia di George Archainbaud (1927)
- Solo un po' d'amore (Mother Knows Best), regia di John G. Blystone (1928)
- I quattro diavoli (4 Devils), regia di Friedrich Wilhelm Murnau (1928)
- Le colpe dei padri (Sins of the Fathers), regia di Ludwig Berger (1928)
- Il nostro pane quotidiano (City Girl), regia di Friedrich Wilhelm Murnau (1930)
- La leggenda di Liliom (Liliom), regia di Frank Borzage (1930)
- Gun Smoke, regia di Edward Sloman (1931)
- Hello Napoleon, regia di Harry Edwards - cortometraggio (1931)
- Howdy Mate, regia di Harry Edwards (1931)
- La follia dell'oro (Rich Man's Folly), regia di John Cromwell (1931)
- Ingratitudine (Emma), regia di Clarence Brown (1932) (non accreditata)
- Young America, regia di Frank Borzage (1932)
- So Big!, regia di William A. Wellman (1932) (non accreditata)
- The Purchase Price, regia di William A. Wellman (1932)
- Three on a Match, regia di Mervyn LeRoy (1932)
- Rasputin e l'imperatrice (Rasputin and the Empress), regia di Richard Boleslawski (1932) (non accreditata)
- La seconda aurora (The Life of Jimmy Dolan), regia di Archie L. Mayo (1933)
- The Side of Heaven, regia di William K. Howard (1934) (scene cancellate)
- Picture Palace, regia di Roy Mack (1934)
- School for Girls, regia di William Nigh (1934)
- Educande d'America (Finishing School), regia di George Nichols Jr. e Wanda Tuchock (1934)
- Private Lessons, regia di Roy Mack (1934)
- The Key, regia di Michael Curtiz (1934)
- Bachelor Bait, regia di George Stevens (1934)
- La figlia di nessuno (Anne of Green Gables), regia di George Nichols Jr. (1934)
- Chasing Yesterday, regia di George Nichols Jr. (1935)
- Il battello pazzo (Steamboat Round the Bend), regia di John Ford (1935)
- Chatterbox, regia di George Nichols Jr. (1936)
- M'Liss, regia di George Nichols Jr. (1936)
- So and Sew (1936)
- Make Way for a Lady, regia di David Burton (1936)
- Too Many Wives, regia di Ben Holmes (1937)
- Meet the Missus, regia di Joseph Santley (1937)
- Amore sublime (Stella Dallas), regia di King Vidor (1937)
- Condannata (Condemned Woman), regia di Lew Landers (1938)
- Law of the Underworld, regia di Lew Landers (1938)
- Mother Carey's Chickens, regia di Rowland V. Lee (1938)
- Vogliamo l'amore (Girls' School), regia di John Brahm (1938)
- A Man to Remember, regia di Garson Kanin (1938)
- Boy Slaves, regia di P.J. Wolfson (1939)
- Sorority House, regia di John Farrow (1939)
- Career, regia di Leigh Jason (1939)
- Angeli della notte (Vigil in the Night), regia di George Stevens (1940)
- Saturday's Children, regia di Vincent Sherman (1940)
- Anne of Windy Poplars, regia di Jack Hively (1940)
- La vedova di West Point (West Point Widow), regia di Robert Siodmak (1941)
- Unexpected Uncle, regia di Peter Godfrey (1941)
- L'oro del demonio (All That Money Can Buy), regia di William Dieterle (1941)
- Four Jacks and a Jill, regia di Jack Hively (1942)
- The Mayor of 44th Street, regia di Alfred E. Green (1942)
- Lady Bodyguard, regia di William Clemens (1943)
- Ciao bellezza! (The Powers Girl), regia di Norman Z. McLeod (1943)
- 19º stormo bombardieri (Bombardier), regia di Richard Wallace (1943)
- Il compagno P (Ona zashchishchayet rodinu), regia di Fridrikh Hermler (1943) (voce in inglese)
- Se non ci fossimo noi donne (Government Girl), regia di Dudley Nichols (1943)
- Man from Frisco, regia di Robert Florey (1944)
- Bagliori a Manhattan (Music in Manhattan), regia di John H. Auer (1944)
- L'ombra del passato (Murder, My Sweet), regia di Edward Dmytryk (1944)

## Doppiatrici italiane
- Rosetta Calavetta in Se non ci fossimo noi donne...!
- Serena Verdirosi in Amore sublime (ridoppiaggio)